# Geralt van Rivia
Geralt van Rivia (Engels: Geralt of Rivia, Pools: Geralt z Rivii) is een personage en protagonist in de The Witcher-franchise.
The Witcher, ook wel bekend als De Hekser, is een fantasyserie bestaande uit een boekenreeks geschreven door de Poolse schrijver Andrzej Sapkowski. De boeken zijn geadapteerd naar een film, een televisieserie en een populaire computerspelserie.

## Beschrijving
Het verhaal vindt plaats in een middeleeuwse fantasiewereld en volgt monsterjager Geralt van Rivia, een van de Witchers. Dit zijn genetisch verbeterde mensen met speciale krachten om monsters te kunnen verslaan. Geralt is sinds zijn kindertijd getraind om monsters op te sporen en te vernietigen. Hij leeft in een moreel dubbelzinnig universum, maar slaagt er niettemin in zich aan zijn eigen coherente ethische gedragscode te houden.
Door zijn succesvolle training werd Geralt gekozen voor uitgebreide mutatie-experimenten. Hij wist als enige deze zware experimenten te overleven, maar als bijgevolg hiervan verbleekte zijn huid en haar. Ondanks zijn achternaam is Geralt niet afkomstig uit Rivia, maar hij leerde wel het accent en werd uiteindelijk geridderd door de koningin van Rivia. Na het voltooien van zijn Witcher-training ontving Geralt zijn Wolf-medaille. Hij vertrok op zijn paard Płotka (Roach in het Engels) en werd een huurmoordenaar.
De wereld waarin deze avonturen plaatsvinden is beïnvloed door Slavische mythologie. De Poolse gameproducent CD Projekt RED creëerde een serie succesvolle actierollenspellen voor de pc gebaseerd op dit universum. Het eerste spel in de serie werd uitgebracht in oktober 2007.
Geralt wordt door acteur Michał Żebrowski gespeeld in de Poolse film Wiedźmin en door Henry Cavill in de Netflix-serie.
In 2018 kwam Geralt op de zesde plek in de lijst van beste helden in de computerspelgeschiedenis van entertainmentwebsite GamesRadar.